# Fresh Off The Boat
Fresh Off the Boat es una serie de televisión de comedia protagonizada por Randall Park, Constance Wu, y Hudson Yang. Es creado por Nahnatchka Khan, que está vagamente inspirada en la vida de chef y personalidad de alimentos Eddie Huang y su libro Fresh Off the Boat. Es la primera serie de televisión estadounidense protagonizada por una familia asiático-estadounidense al aire en horario estelar desde All-American Girl Margaret Cho, que se emitió durante una temporada en 1994. Su estilo ha sido comparado con la serie de comedia Everybody Hates Chris.
El show debutó en ABC con dos episodios el 4 de febrero del 2015. El segundo episodio, que fue transmitido luego de Modern Family, fue promocionado como un episodio bonus y fue lanzado formalmente en su espacio habitual el 10 de febrero. El primero de los dos episodios logró una audiencia de 7.94 millones, convirtiéndose en la segunda comedia recién estrenada con más alto índice de audiencia esa temporada.
El 7 de mayo del 2015, ABC renovó "Fresh Off the Boat", dando luz verde para una segunda temporada con 13 episodios. Más tarde el 13 de octubre del mismo año ABC ordenó 9 episodios adicionales y 2 más el 7 de noviembre.
El 3 de marzo de 2016, fue renovado para una tercera temporada que se estrenó el 11 de octubre de 2016. El 12 de mayo de 2017, ABC renovó la serie para una cuarta temporada. El 11 de mayo de 2018, ABC renovó la serie para una quinta temporada.

## Sinopsis
La serie sigue la historia de la familia taiwanesa de Eddie Huang quienes se mudan de Chinatown en Washington D. C. a Orlando, Florida para abrir un restaurante con temática cowboy en 1995 (la primera temporada se sitúa en 1995 y la tercera temporada en 1996). Su madre lucha con el choque de su cultura y una comunidad de Florida que no tiene una gran población asiática, su padre abraza el "Sueño Americano", y Eddie lucha con la inclusión en el colegio.

## Elenco

### Principal
- Randall Park como Louis Huang[3] es el padre de Eddie, Emery y Evan, y esposo de Jessica. Es bueno e ingenuo, y abraza todas las cosas americanas. Es dueño de un restaurante Western steakhouse en Orlando llamado Cattleman's Ranch.
- Constance Wu como Jessica Huang[12] es la esposa de Louis y madre[13] de Eddie, Emery y Evan. Es una mujer pragmática que cree en el amor duro.  Ella quiere que sus hijos tengan éxito y que se mantengan en contacto con su herencia taiwanesa.
- Hudson Yang[14] como Edwyn "Eddie" Huang, es el protagonista de la serie (primera temporada) y un fanático del hip-hop y el rap, así como un gran fanático del baloncesto. El mayor de tres hermanos, evita la cultura taiwanesa y es más rebelde que sus hermanos menores, lo que lo convierte en un blanco frecuente de las quejas de su madre Jessica. Como Eddie representa al autor del libro en el que se basa el programa, todos los episodios de la primera temporada se contaron desde su perspectiva, y la vida real de Eddie Huang es la voz del narrador. Un cambio creativo para la segunda temporada expande el enfoque a toda la familia Huang.
- Forrest Wheeler como Emery Huang[15] es el hijo del medio de la familia Huang. Es un chico romántico y adorable que es bastante inteligente. También es representado como carismático y maduro para su edad, y como el típico "hombre de las damas". Ha demostrado ser bueno tanto en lo académico como en el atletismo, ya que prosperó en un torneo de tenis. Se graduó de la escuela primaria al final de la segunda temporada.
- Ian Chen como Evan Huang[15] es el niño más pequeño, que es un estudiante estrella y obedece las reglas. Es el hijo favorito de Jessica. Se le permitió faltar al quinto grado entre las temporadas tres y cuatro, y comenzó la escuela intermedia en la cuarta temporada.
- Lucille Soong como Abuela Huang (temporada 2-presente, personaje recurrente en temporada 1).
- Chelsey Crisp como Honey (temporada 2-presente, personaje recurrente en temporada 1).
- Ray Wise como Marvin.

### Recurrente
- Paul Scheer como Mitch.
- Jillian Armenante como Nancy.
- Luna Blaise como Nicole.
- Isabella Alexander como Alison Olsen.
- Arden Myrin como Ashley Alexander.
- Prophet Bolden como Walter.
- Brady Tutton como Brock.
- Trevor Larcom como Trent.
- Evan Hannemann como Barefoot Dave.
- Connor Rosen como Doug.
- David Goldman como Hunter.
- María Bamford como Thomas.
- Eddie Huang como la versión adulta de Eddie Huang (solo voz).

## Temporadas
| Temporada | Temporada | Episodios | Episodios | Emisión original         | Emisión original      |
| Temporada | Temporada | Episodios | Episodios | Primera emisión          | Última emisión        |
| --------- | --------- | --------- | --------- | ------------------------ | --------------------- |
|           | 1         | 13        | 13        | 4 de febrero de 2015     | 21 de abril de 2015   |
|           | 2         | 24        | 24        | 22 de septiembre de 2015 | 24 de mayo de 2016    |
|           | 3         | 23        | 23        | 11 de octubre de 2016    | 16 de mayo de 2017    |
|           | 4         | 19        | 19        | 3 de octubre de 2017     | 20 de marzo de 2018   |
|           | 5         | 22        | 22        | 5 de octubre de 2018     | 12 de abril de 2019   |
|           | 6         | 15        | 15        | 27 de septiembre de 2019 | 21 de febrero de 2020 |

## Recepción

### Índices de audiencia
| Temporada | Horarios (ET)                                                                                          | N.º de episodios | Estreno                  | Estreno                         | Final               | Final                         | Temporada televisiva | Rank | Audiencia (en millones) |
| Temporada | Horarios (ET)                                                                                          | N.º de episodios | Fecha                    | Audiencia estreno (en millones) | Fecha               | Audiencia final (en millones) | Temporada televisiva | Rank | Audiencia (en millones) |
| --------- | --- | ---------------- | ------------------------ | ------------------------------- | ------------------- | ----------------------------- | -------------------- | ---- | ----------------------- |
| 1         | Miércoles 8:30 p. m. (Episodio 1) Miércoles 9:30 p. m. (Episodio 2) Martes 8:00 p. m. (Episodios 3-13) | 13               | 4 de febrero de 2015     | 7.94                            | 21 de abril de 2015 | 5.08                          | 2014-2015            | 78   | 6.99                    |
| 2         | Martes 8:30 p. m. (2015) Martes 8:00 p. m. (2016)                                                      | 24               | 22 de septiembre de 2015 | 6.05                            | 24 de mayo de 2016  | 4.88                          | 2015-2016            | 86   | 5.48                    |
| 3         | Martes 9:00 p. m.                                                                                      | 23               | 11 de octubre de 2016    | 5.03                            | 16 de mayo de 2017  | 3.55                          | 2016-2017            | 95   | 4.66                    |
| 4         | Martes 8:30 p. m.                                                                                      | 19               | 3 de octubre de 2017     | 4.51                            | 20 de marzo de 2018 | 3.61                          | 2017-18              | 108  | 4.57                    |

### Críticas
Fresh off the Boat ha recibido elogios de la crítica. En Rotten Tomatoes, el espectáculo tiene un índice de aprobación del 91% de "fresco", con el consenso crítico: "Una vez que las mordazas de clichés de Fresh off the Boat son reemplazadas por una veracidad a tierra, la serie se convierte en una comedia de situación familiar con humor encantador." También ha obtenido una puntuación de 75 sobre 100 en Metacritic, que indica "críticas generalmente favorables". En particular, el desempeño de Constanza Wu ha sido aclamado, obteniendo nominaciones para los premios TCA y el Premio EWwy a la Mejor Actriz de Reparto en una Comedia, así como una nominación de "Logro individual en una comedia" en los Critics Choice Television Awards.

## Premios y nominaciones
| Año  | Premio                                     | Categoría                                                                             | Nominado                               | Resultado |
| ---- | ------------------------------------------ | ------------------------------------------------------------------------------------- | -------------------------------------- | --------- |
| 2015 | Critics Choice Awards                      | Best Actress in a Comedy Series                                                       | Constance Wu                           | Nom       |
| 2015 | TCA Awards                                 | Individual Achievement in Comedy                                                      | Constance Wu                           | Nom       |
| 2015 | EWwy Awards                                | Best Supporting Actress in a Comedy Series                                            | Constance Wu                           | Nom       |
| 2015 | Gold Derby Awards                          | Best Comedy Actress                                                                   | Constance Wu                           | Nom       |
| 2015 | Unforgettable Gala – Asian American Awards | Actor of the Year                                                                     | Randall Park                           | Ganador   |
| 2015 | Unforgettable Gala – Asian American Awards | Female Breakout Star of the Year                                                      | Constance Wu                           | Ganador   |
| 2016 | Critics' Choice Television Awards          | Best Actor in a Comedy Series                                                         | Randall Park                           | Nom       |
| 2016 | Critics' Choice Television Awards          | Critics' Choice Television Awards Best Actress in a Comedy Series                     | Constance Wu                           | Nom       |
| 2016 | NAACP Image Awards                         | Outstanding Performance by a Youth (Serie, Especial, Television Movie o Mini-serie)   | Hudson Yang                            | Nom       |
| 2016 | Women's Image Network Awards               | Best Comedy Series                                                                    | Fresh Off the Boat                     | Nom       |
| 2016 | Young Artist Awards                        | Outstanding Young Ensemble Cast In A TV Series                                        | Hudson Yang, Forrest Wheeler, Ian Chen | Ganadores |
| 2016 | Young Artist Awards                        | Best Performance in a TV Series – Supporting Young Actor                              | Ian Chen                               | Nom       |
| 2016 | Young Artist Awards                        | Best Performance In A TV Series - Recurring Young Actress (14-21)                     | Luna Blaise                            | Ganadora  |
| 2016 | Young Artist Awards                        | Best Performance In A TV Series - Guest Starring Young Actress (11-13)                | Laura Krystine                         | Nom       |
| 2016 | Young Entertainer Awards                   | Best Young Ensemble Cast - TV Series                                                  | Hudson Yang, Forrest Wheeler, Ian Chen | Ganadores |
| 2016 | Young Entertainer Awards                   | Best Recurring Young Actor 13 and Under - Television Series                           | Trevor Larcom                          | Nom       |
| 2016 | Young Entertainer Awards                   | Best Recurring Young Actress 13 to 15 - Television Series                             | Luna Blaise                            | Nom       |
| 2016 | Young Entertainer Awards                   | Best Recurring Young Actress 12 and Under- Television Series                          | Isabella Alexander                     | Ganador   |
| 2016 | Young Entertainer Awards                   | Best Guest Starring Young Actor 11 and Under - TV Series                              | Cole Sand                              | Nom       |
| 2016 | Teen Choice Awards                         | Choice TV: Scene Stealer                                                              | Hudson Yang                            | Nom       |
| 2016 | TCA Awards                                 | Individual Achievement in Comedy                                                      | Constance Wu                           | Nom       |
| 2016 | Gold Derby Awards                          | Best Actress in a Comedy Series                                                       | Constance Wu                           | Nom       |
| 2016 | Poppy Awards                               | Best Actress in a Comedy Series                                                       | Constance Wu                           | Nom       |
| 2016 | Poppy Awards                               | Best Actor in a Comedy Series                                                         | Randall Park                           | Nom       |
| 2016 | Critics' Choice Television Awards          | Best Actress in a Comedy Series                                                       | Constance Wu                           | Nom       |
| 2017 | NAACP Image Awards                         | Outstanding Performance by a Youth (Series, Special, Television Movie or Mini-series) | Hudson Yang                            | Nom       |
| 2017 | Young Artist Awards                        | Best Performance in a TV Series - Leading Young Actor                                 | Ian Chen                               | Nom       |
| 2017 | Young Artist Awards                        | Best Performance in a TV Series - Leading Young Actor                                 | Forrest Wheeler                        | Nom       |
| 2017 | Young Artist Awards                        | Best Performance in a TV Series - Leading Teen Actor                                  | Hudson Yang                            | Ganador   |
| 2017 | Young Artist Awards                        | Best Performance in a TV Series - Recurring Teen Actor                                | Trevor Larcom                          | Ganador   |
| 2017 | Young Entertainer Awards                   | Best Leading Young Actor 14 and Under - Television Series                             | Ian Chen                               | Pendiente |
| 2017 | MTV Movie & TV Awards                      | Best American Story                                                                   | Fresh Off the Boat                     | Nom       |